# Rucphen (gemeente)

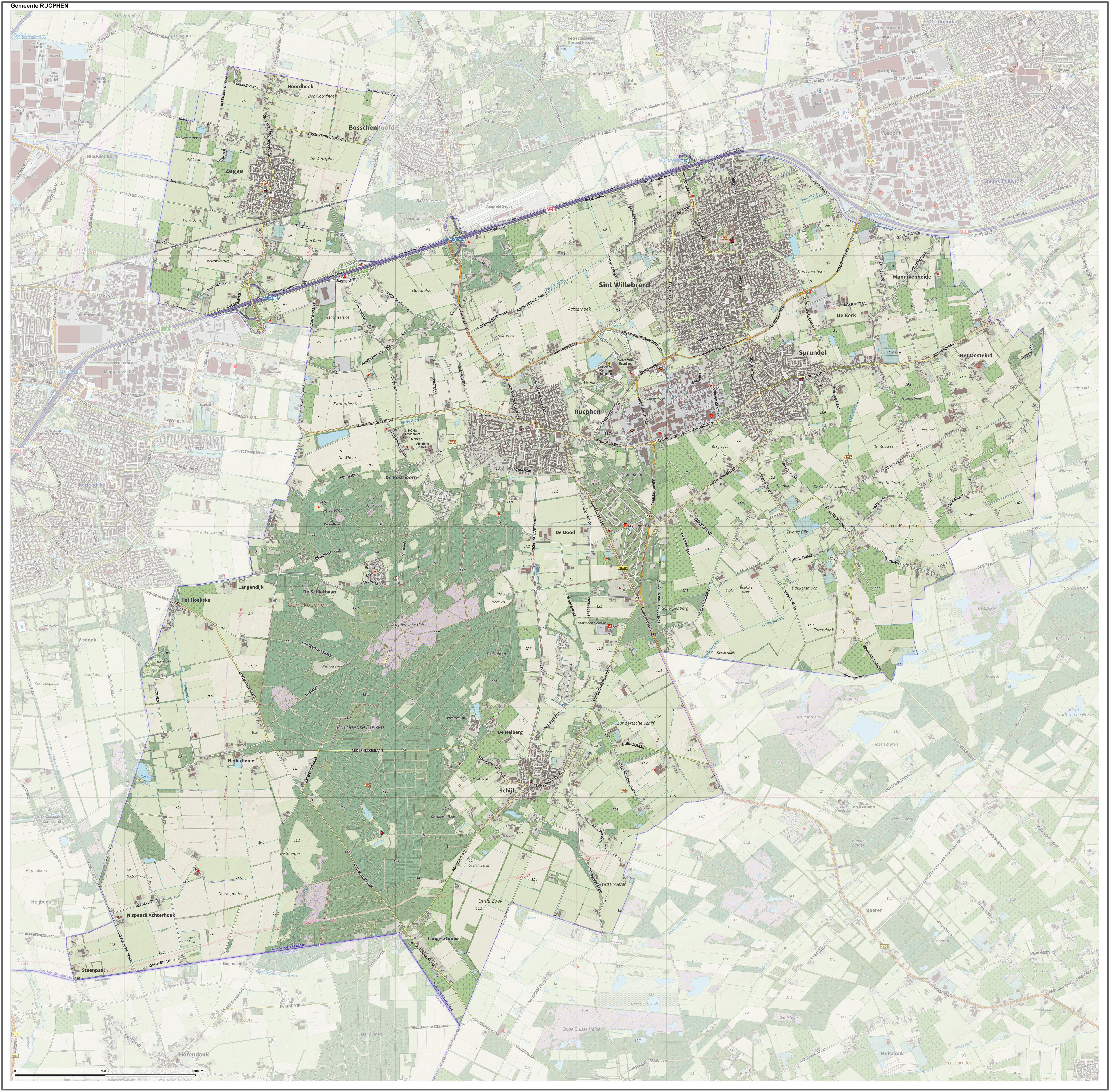
Topografische gemeentekaart van Rucphen, september 2022

Rucphen (uitspraakⓘ) is een gemeente tussen Roosendaal en Etten-Leur in de Nederlandse provincie Noord-Brabant. De gemeente telt 23.920 inwoners (22 november 2024, bron: CBS) en heeft een oppervlakte van 64,23 km² (waarvan 0,70 km² water).

## Kernen
De gemeente bestaat uit de volgende kernen:
| Woonplaats (BAG) | Inwoners 2023 |
| ---------------- | ------------- |
| Rucphen          | 4.920         |
| Schijf           | 1.785         |
| Sprundel         | 5.320         |
| St. Willebrord   | 9.560         |
| Zegge            | 2.060         |

## Geschiedenis
Tot 1810 maakte de gemeente deel uit van enerzijds de baronie van Breda en anderzijds het markiezaat Bergen op Zoom. In 1809 richtten ruim 60 vooraanstaande inwoners van Sprundel een uitvoerig rekwest tot Lodewijk Napoleon, koning van Holland, met het verzoek de bestuurlijke verdeeldheid in hun dorp weg te nemen en voor het grondgebied van de Sprundelse parochie een afzonderlijk bestuur aan te stellen. Op 8 november 1810 werd het officiële decreet ondertekend. De nieuwe gemeente werd genoemd naar de plaats welke het eerst werd vermeld en ging heten: la commune de Sprundel.
Haar grondgebied bestond uit:
1. het dorp Sprundel tot dan verdeeld in Sprundel-Hertog en Sprundel-Nassau, samen 800 inwoners tellend;
2. de heerlijkheid Voorenseinde met 136 inwoners;
3. de heerlijkheid Rucphen, waartoe ook de dorpen St. Willebrord en Schijf grotendeels behoorden, tellende Rucphen 536 inwoners, St. Willebrord 350 inwoners en Schijf 100 inwoners;
4. de heerlijkheid Langendijk met de Nederheide, 243 inwoners tellend;
5. de heerlijkheid Zegge met de kwartieren: Noordhoek, Heesterbos, Hooghei en Lage Zegge, samen 347 inwoners tellend.

In totaal telde de gemeente toen ruim 2500 inwoners.
Hoewel er later nog enige grenscorrecties hebben plaatsgevonden, blijkt hieruit dat de gemeente Rucphen in 2010 dus 200 jaar bestaat. Wel bleef er nog lange tijd onduidelijkheid over de juiste naamgeving, soms werd gesproken van de gemeente Sprundel, soms ook van gemeente Rucphen en Sprundel, dan weer van Rucphen en Vorenseinde, en ook Rucphen c.a.. In 1953 werd aan deze onduidelijkheid definitief een einde gemaakt toen bij een grenscorrectie tussen de gemeenten Rucphen, Hoeven en Etten en Leur werd besloten dat de naam officieel gemeente Rucphen zou gaan luiden.
Rucphen kwam in juni 2010 in het nieuws omdat het de gemeente was met het hoogste percentage PVV-stemmers in de landelijke verkiezingen van dat jaar; 38,7% van de inwoners van Rucphen stemde voor de PVV. In maart 2011 stond de gemeente opnieuw op de eerste plaats van een ranglijst, ditmaal bij de verkiezingen voor de provinciale staten: de opkomst van 39,7% was landelijk de laagste. Bij de Tweede Kamerverkiezingen van 12 september 2012 was Rucphen bovendien een van de weinige gemeenten waar de PVV de grootste partij bleef. Historisch gezien heeft Rucphen zich gekenmerkt door bovengemiddelde uitslagen voor conservatieve partijen. Zoals de PVV het in 2010 bijzonder goed deed, zo kreeg de LPF 31% in Rucphen en 17% landelijk in 2002, de Centrumdemocraten 9% in Rucphen en 2% landelijk in 1994, en de Boerenpartij 21% in Rucphen en 5% landelijk in 1967. Bij de Tweede Kamerverkiezingen 2023 stemde 53,8% van de kiezers op de PVV.

## Bekende inwoners
- Bobbie Traksel, wielrenner
- Gio, vlogger

## Recreatie
- Rucphense Bossen
- Heemtuin Rucphen
- Indoorskibaan SnowWorld Rucphen
- Recreatiecentrum de Vijfsprong (binnenzwembad, openluchtbad, midgetgolf en sporthal)
- Outdoor Centrum Steketee

## Aangrenzende gemeenten
| Aangrenzende gemeenten | Aangrenzende gemeenten | Aangrenzende gemeenten | Aangrenzende gemeenten | Aangrenzende gemeenten |
| ---------------------- | ---------------------- | ---------------------- | ---------------------- | ---------------------- |
|                        |                        | Halderberge            |                        | Etten-Leur             |
|                        |                        |                        |                        |                        |
| Roosendaal             |                        |                        |                        |                        |
|                        |                        |                        |                        |                        |
| Essen (B)              |                        |                        |                        | Zundert                |

## Politiek
De gemeenteraad van Rucphen bestaat uit 19 zetels. Hieronder de behaalde zetels per partij bij de gemeenteraadsverkiezingen sinds 1998:
| Gemeenteraadszetels   | Gemeenteraadszetels | Gemeenteraadszetels | Gemeenteraadszetels | Gemeenteraadszetels | Gemeenteraadszetels | Gemeenteraadszetels | Gemeenteraadszetels |
| Partij                | 1998                | 2002                | 2006                | 2010                | 2014                | 2018                | 2022                |
| --------------------- | ------------------- | ------------------- | ------------------- | ------------------- | ------------------- | ------------------- | ------------------- |
| Rucphense Volkspartij | 6                   | 5                   | 6                   | 5                   | 6                   | 6                   | 7                   |
| VVD                   | 6                   | 7                   | 5                   | 7                   | 7                   | 5                   | 5                   |
| PVV                   | -                   | -                   | -                   | -                   | -                   | 4                   | 3                   |
| CDA                   | 4                   | 3                   | 3                   | 4                   | 3                   | 2                   | 2                   |
| PvdA                  | 1                   | 1                   | 3                   | 1                   | 1                   | 1                   | 1                   |
| Forza Rucphen         | -                   | -                   | -                   | -                   | -                   | -                   | 1                   |
| D66                   | -                   | -                   | -                   | 2                   | 2                   | 1                   | -                   |
| Leefbaar Rucphen      | -                   | 3                   | 2                   | -                   | -                   | -                   | -                   |
| Overige               | 2                   | -                   | -                   | -                   | -                   | -                   | -                   |
| Totaal                | 19                  | 19                  | 19                  | 19                  | 19                  | 19                  | 19                  |
| Opkomst               |                     |                     | 62,77%              | 49,06%              | 48,28%              | 51,18%              | 42,86%              |

## Afbeeldingen

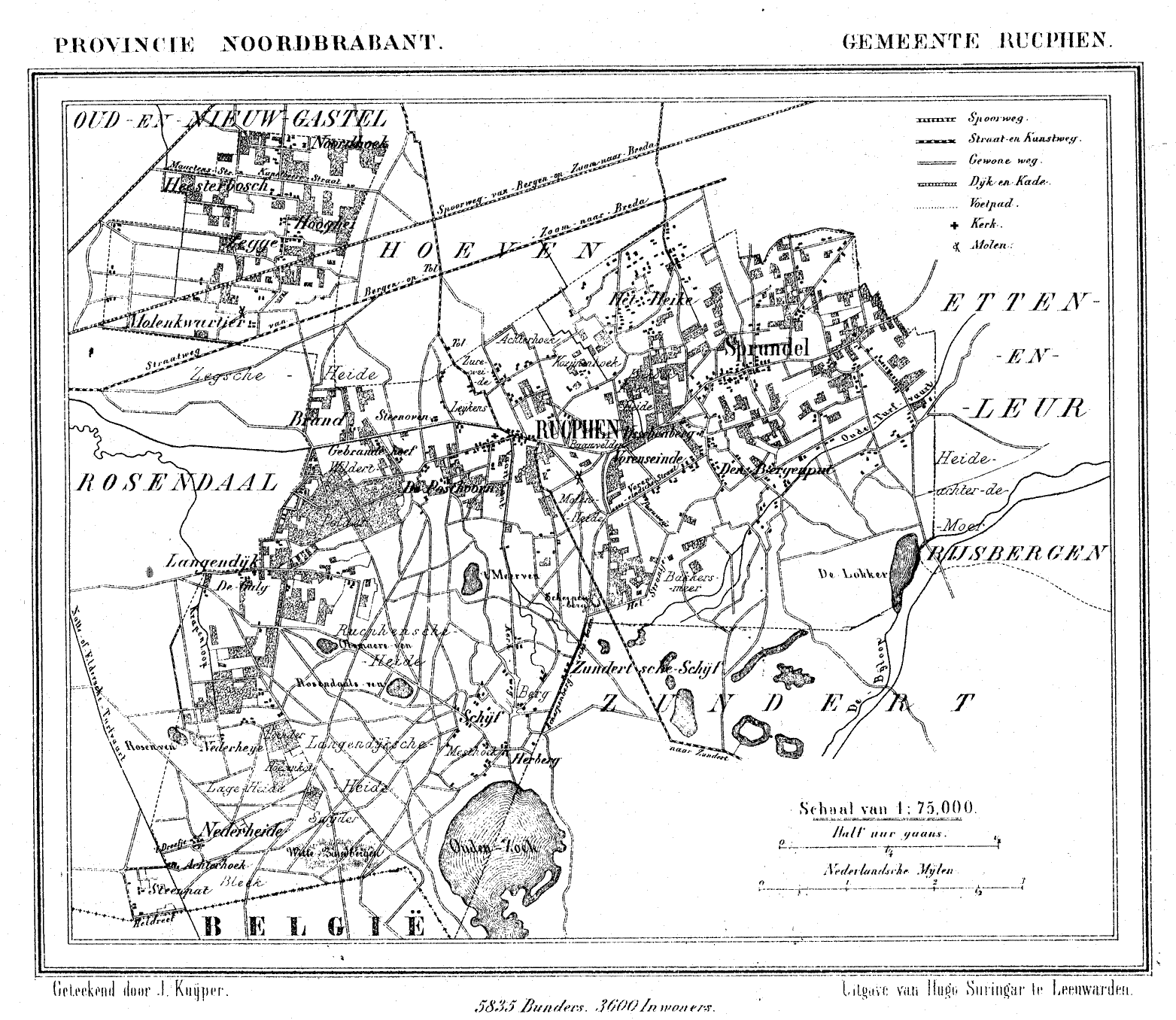
Rucphen in 1867

## Voetnoten
Dorpen: Rucphen · Schijf · St. Willebrord · Sprundel · Zegge

Buurtschappen: De Berk · De Dood · De Heiberg · De Posthoorn · De Schietbaan · Het Hoekske · Het Oosteind · Langendijk · Langeschouw · Munnikenheide · Nederheide · Nispense Achterhoek · Noordhoek · Steenpaal 

Noord-Brabant: Steden en dorpen      Nederland: Provincies · Gemeenten
Alphen-Chaam · Altena · Asten · Baarle-Nassau · Bergeijk · Bergen op Zoom · Bernheze · Best · Bladel · Boekel · Boxtel · Breda · Cranendonck · Deurne · Dongen · Drimmelen · Eersel · Eindhoven · Etten-Leur · Geertruidenberg · Geldrop-Mierlo · Gemert-Bakel · Gilze en Rijen · Goirle · Halderberge · Heeze-Leende · Helmond · 's-Hertogenbosch · Heusden · Hilvarenbeek · Laarbeek · Land van Cuijk · Loon op Zand · Maashorst · Meierijstad · Moerdijk · Nuenen, Gerwen en Nederwetten · Oirschot · Oisterwijk · Oosterhout · Oss · Reusel-De Mierden · Roosendaal · Rucphen · Sint-Michielsgestel · Someren · Son en Breugel · Steenbergen · Tilburg · Valkenswaard · Veldhoven · Vught · Waalre · Waalwijk · Woensdrecht · Zundert

Steden en dorpen · Voormalige gemeenten · Nederland: Provincies · Gemeenten